# Coelichneumon birmanicus
Coelichneumon birmanicus là một loài tò vò trong họ Ichneumonidae.